# Juan Acosta Muñoz
Juan Acosta Muñoz  (Totana, 11 de diciembre de 1819-Madrid, 24 de junio de 1887) fue un militar y político español.  

## Biografía
Tomó parte en la primera y segunda guerra carlista. Fue Capitán general en los años 1860 de Baleares, Castilla la Vieja, Valencia y Andalucía. En 1872 ascendió a teniente general. Republicano convencido, entre febrero y abril de 1873 fue, en el gabinete de Estanislao Figueras, ministro de la Guerra. Tras la restauración borbónica en España se adscribió al partido de Emilio Castelar.